# Balsas (cantão)
Balsas é um cantão do Equador localizado na província de El Oro.
A capital do cantão é a cidade de Balsas.